# Andrea Bowen
Andrea Bowen é uma atriz estadunidense. Nascida em 4 de março de 1990. Talvez seja mais conhecida por interpretar Julie Mayer em Desperate Housewives e Rachel Sandler em Girl Positive, 2007.

## Biografia
Andrea Bowen nasceu em Ohio, no dia 4 de março de 1990, sendo, então, a mais jovem de seis irmãos, começou sua vida como uma performer profissional na Broadway, em Nova York, com seis anos de idade, interpretando a jovem Cosette em Les Misérables, a mais jovem Cosette no espetáculo com mais de dezesseis anos de apresentação. Enquanto realizava performances na Broadway, ela também foi a atriz convidada de alguns programas de TV nova-iorquinos, como Law & Order e Third Watch, e nos filmes New York Crossing e Highball. Atualmente morando em Los Angeles com seus pais, Andrea tem trabalhado na quarta temporada da série Desperate Housewives, onde interpreta Julie Mayer, a filha de Susan Mayer (Teri Hatcher). Andrea ganhou um prêmio de melhor atriz (coadjuvante/secundária) numa série de TV em 2005 e 2006.
Além de participar do elenco principal de Desperate Housewives, Andrea teve aparições em That Was Then, Strong Medicine e One Tree Hill. Andrea também encontrou sucesso como uma dubladora.

## Filmografia
- The Preacher's Daughter - Hannah White (2013)
- Girl Positive - Rachel Sandler (2007)
- Desperate Housewives — Julie Mayer  (2004-2012)
- Eye of the Dolphin — Candace  (2006)
- The Texas Panhandler — Guest Voice (2006)
- Bambi II —  Faline (voz) (2006)
- Without a Trace — Becky Grolnick (2005)
- Final Fantasy VII Advent Children — Girl (dublagem em Inglês) (2005)
- Luckey Quarter — Patsy (2005)
- Party Wagon — Billie Bartley/Manifest Destiny (voz) (2004)
- Red Riding Hood — Ashley #2 (2004)
- Strong Medicine — Sara Buck (2003)
- One Tree Hill — Stella  (2003) (apenas nas cenas deletadas)
- The Cat in the Hat — Sally (VG) (voz) (2003)
- Extreme Skate Adventure (VG) (voice) (2003) — Disney's Extreme Skate Adventure
- Boston Public — Riley Ellis (2003)
- That Was Then — Zooey Glass (2002)
- Law And Order SVU; Sophie Douglas (2001)